# Goldenstedt
Goldenstedt település Németországban, azon belül Alsó-Szászország tartományban. Lakosainak száma 10 238 fő (2023. december 31.). Goldenstedt Vechta és Visbek községekkel határos.

## Népesség
A település népességének változása:
| Lakosok száma | 9742 | 9880 | 9855 | 10 037 | 10 263 | 10 238 |
|               | 2016 | 2017 | 2019 | 2021   | 2022   | 2023   |